# Wolfgang Langhoff
Wolfgang Langhoff (Berlino, 6 ottobre 1901 – Berlino, 26 agosto 1966) è stato un attore e regista teatrale tedesco.

## Filmografia parziale

### Cinema
- Genesung, regia di Konrad Wolf (1956)
- Das Lied der Matrosen, regia di Kurt Maetzig e Günter Reisch (1958)
- Tyutyun, regia di Nikola Korabov (1962)
- Die Abenteuer des Werner Holt, regia di Joachim Kunert (1965)

### Televisione
- Wolf unter Wölfen - miniserie TV, 4 episodi (1965)
- Dr. Schlüter - serie TV, 2 episodi (1965)